# Prise de notes en interprétation consécutive
Dans le cas d'une interprétation consécutive, l'interprète traduit un discours après l'avoir écouté - dans sa totalité ou en plusieurs passages, cohérents si possible - s'aide en prenant des notes manuscrites. Ce système d'écriture n'obéit en principe à aucune convention et chacun applique sa propre méthode. Néanmoins un certain nombre de règles de base facilitent la notation de détails du discours qui par leur nombre encombreraient la mémoire de l'interprète ou risqueraient d'être confondus au moment du rendu dans la langue cible.

## Théorie
Il n'est pas opportun de noter le discours en sténographie car ce système d'écriture obligerait l'interprète à effectuer ensuite un double travail : déchiffrer les notes sténographiées puis traduire la langue ainsi notée. Les notes prises doivent donc être lisibles dans n'importe quelle langue, comme les pictogrammes compris dans le monde entier (comme les silhouettes simplifiées représentant les différentes activités sportives aux jeux olympiques) que chacun « interprète » dans sa langue.
L'interprète doit s'efforcer d'écouter avec un maximum de concentration l'énoncé du discours et noter uniquement ce qu'il ou elle pense suffisant pour donner une structure à son « enregistrement mental » (exemples : chiffres, noms et titres de personnes, désignations de sociétés etc.).

## Pratique

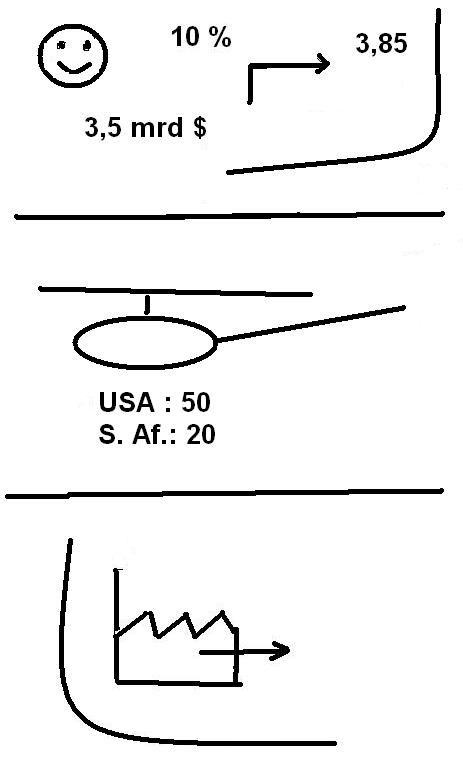
Notes typiques

L'interprète doit donc analyser le discours et chercher à noter de manière abstraite les idées formulées par l'orateur. Par exemple, un E couché (comme la lettre Ш en alphabet cyrillique) symbolisera l'Europe et on pourra préciser si l'on parle de l'Europe de l'Est en cochant la barre verticale de droite ; une barre horizontale et deux petites barres verticales symboliseront une table, ce qui pourra être interprété comme le mot « conférence » etc.
Un système de flèches et de parenthèses relie les « idéogrammes » entre eux et permet ainsi de structurer les phrases : on pourra ainsi noter de façon fort simple qu'un montant a augmenté (ou baissé, selon la direction de la flèche) de x % pour atteindre une valeur donnée. Une parenthèse précédant une action signifiera que celle-ci se situe dans le futur - et vice versa.
Le texte ci-contre se lira comme suit :
« Nous sommes particulièrement heureux de vous annoncer une augmentation importante de notre chiffre d'affaires en augmentation de 10 pour cent, passant de 3,5 à 3,85 milliards de dollars. Ceci est dû à des ventes importantes d'hélicoptères. Les États-Unis en ont acheté 50 et l'Afrique du Sud 20. Nous allons devoir en contrepartie délocaliser une partie de la production dans ces pays. »
Certains (par ex. M. Matyssek, université de Heidelberg) ont même créé des systèmes complets d'abréviations pour noter chacun des titres académiques, grades administratifs ou militaires. Ce système a l'inconvénient de trop « coller » à une langue donnée (D pour Deutschland, D pour directeur etc.).
Il est important aussi de noter les liens entre les différentes parties du discours matérialisées par les traits horizontaux. En outre, dans la restitution ne pas rendre toute idée pas suffisamment claire dans sa tête pour éviter de faire un contresens qui, est une faute grave en interprétation.
Les phrases sont généralement notées sur des carnets à spirale, l'une au-dessus de l'autre dans une colonne verticale et séparées par un trait horizontal. Après lecture, l'interprète peut rayer chacune des phrases pour « libérer » son esprit.